# زوکولاتلیت
زوکولاتلیت یک ماده معدنی سولفاتی است که به دلیل ظاهر شکلاتی رنگ آن نامگذاری شده‌است.نام زوکولاتلیت که در مکزیک کشف شد، از زبان ناهواتل و به معنای نوشیدنی ساخته شده از کاکائو ، آب و فلفل گرفته شده‌است.